# 頭份太陽宮
24°41′05″N 120°57′35″E / 24.684595°N 120.959840°E
頭份太陽宮，是位於臺灣苗栗縣頭份市珊湖里的太陽星君廟。

## 沿革
頭份太陽宮起源1940年由風水師鍾清泉在流東里老崎的自家所搭建的臨時廟宇，初期供俸太陽星君與太陰星君的手繪圖案，1946年正式建廟，設置於今珊湖里中正三路303號，朝縣道124號。
1980年代重建，為鋼筋水泥建築。1996年制定信徒大會組織章程，明訂信徒資格。

## 祭祀
一樓祭祀太陰星君，以農曆八月十五為誕辰；二樓奉祀太陽星君，以農曆三月十九為誕辰。
合港田寮永貞宮每年農曆三月請來的彰化南瑤宮、北港朝天宮、新港奉天宮等媽祖神像，會在該月移駕頭份太陽宮。

## 對聯

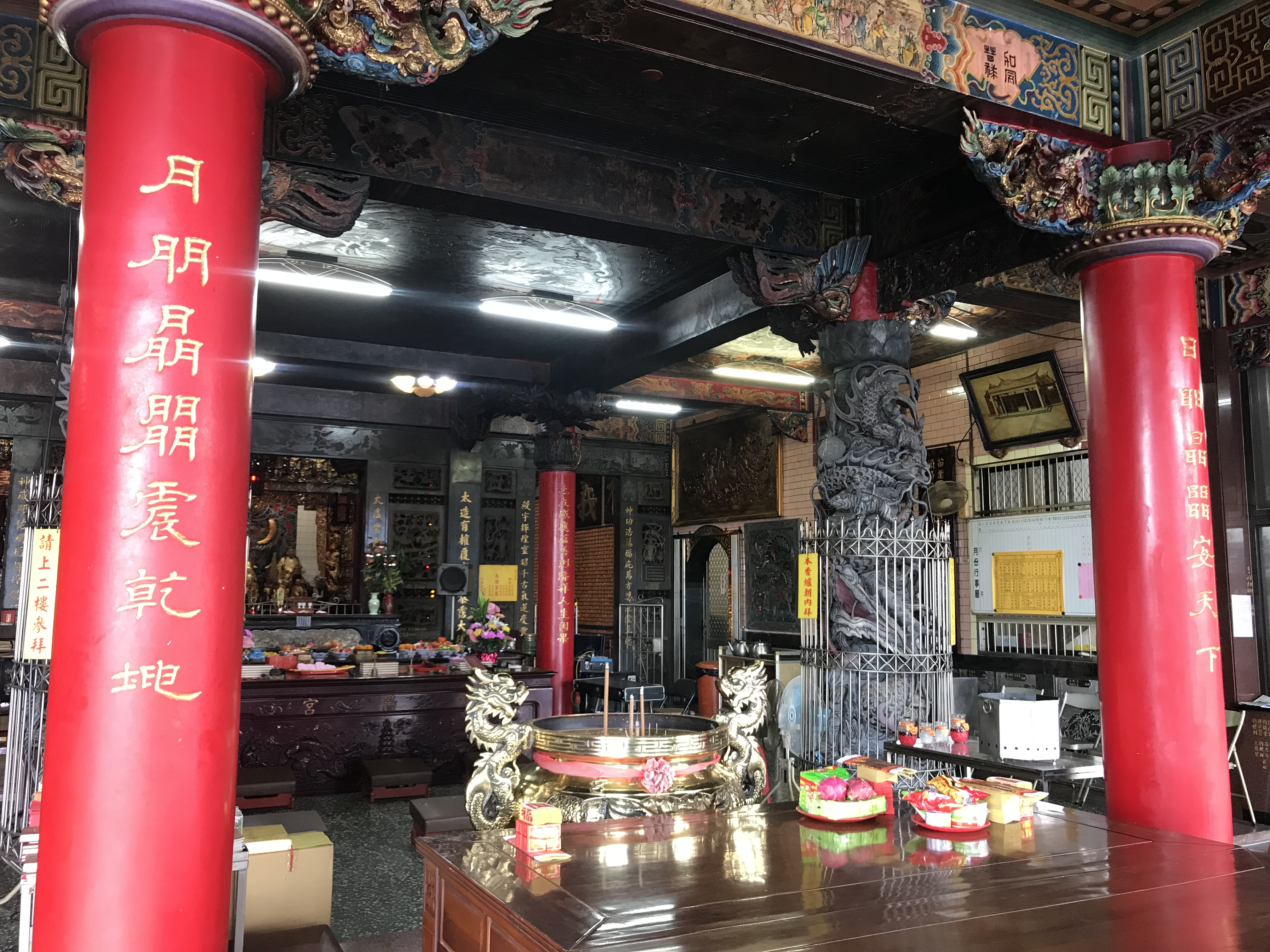
對聯

1995年新建的拜亭兩柱有「日昍晶𣊭安天下」、「月朋朤震乾坤」對聯，為頭份鎮公所輔導寺廟業務的鄧姓承辦人建議。之前廟方主委林清治認為其日月疊字符合太陽宮供奉自然神的意義，因此刻上。其上聯意指太陽所照射之處定天下太平；下聯則意指月亮所照射之處明晰純潔。